# Albrechts (Gemeinde Waldenstein)
Albrechts ist eine Ortschaft und eine Katastralgemeinde der Gemeinde Waldenstein im Bezirk Gmünd im niederösterreichischen Waldviertel mit 334 Einwohnern (Stand 1. Jänner 2024).

## Geografie
Das auf halber Strecke zwischen Gmünd und Waldenstein an der Landesstraße L69 gelegene Dorf wird vom Albrechtsbach durchflossen, der später in den Elexenbach mündet. Am 1. April 2020 umfasste die Ortschaft 139 Adressen.

## Geschichte
Im Jahr 1822 wurde der Ort als Dorf mit 41 Häusern erwähnt, das nach Waldenstein eingepfarrt war und wohin auch die Kinder eingeschult wurden. Die Herrschaft Gmünd besaß die Ortsobrigkeit, übte die Landgerichtsbarkeit aus, besorgte die Konskription und hatte die Grundherrschaft inne. Im Jahr 1938 waren laut Adressbuch von Österreich in der Ortsgemeinde Albrechts zwei Gastwirte, ein Gemischtwarenhändler, zwei Schuster, ein Tischler und mehrere Landwirte ansässig. Im Rahmen der Niederösterreichischen Kommunalstrukturverbesserung trat die damalige Ortsgemeinde Albrechts per 1. Jänner 1968 der Gemeinde Waldenstein bei.

## Siedlungsentwicklung
Zum Jahreswechsel 1979/1980 befanden sich in der Katastralgemeinde Albrechts insgesamt 78 Bauflächen mit 26.940 m² und 42 Gärten auf 16.478 m², 1989/1990 waren es 78 Bauflächen. 1999/2000 war die Zahl der Bauflächen auf 342 angewachsen und 2009/2010 standen 176 Gebäude auf 377 Bauflächen.

## Bodennutzung
Die Katastralgemeinde ist landwirtschaftlich geprägt. 300 Hektar wurden zum Jahreswechsel 1979/1980 landwirtschaftlich genutzt und 97 Hektar waren forstwirtschaftlich geführte Waldflächen. 1999/2000 wurde auf 260 Hektar Landwirtschaft betrieben und 125 Hektar waren als forstwirtschaftlich genutzte Flächen ausgewiesen. Ende 2018 waren 248 Hektar als landwirtschaftliche Flächen genutzt und Forstwirtschaft wurde auf 124 Hektar betrieben. Die durchschnittliche Bodenklimazahl von Albrechts beträgt 27,3 (Stand 2010).

## Sehenswertes
In der Harlüss nordwestlich des Ortes befindet sich ein unter Naturschutz stehendes Feuchtgebiet.